# Poroetsjik Kizje
In 1927 schreef de Russische schrijver Joeri Tynjanov (1894-1943) de novelle Poroetsjik Kizje (Russisch: Лодлоручик Киже) (Luitenant Kizje). In deze novelle schetst Tynjanov de militaire loopbaan van een officier die zijn ontstaan te danken heeft aan een simpele schrijffout van een militaire schrijver. Hoewel hij dus niet echt bestaat, gebeuren er toch bijzondere avonturen met hem, of worden aan hem toegeschreven.
De cineast Aleksandr Fajntsimmer (1906-1982) maakte enige jaren later naam met een op de novelle gebaseerde film, die onder de titel "Poroetsjik Kizje" in 1934 werd uitgebracht.
De cineast houdt zich redelijk aan de oorspronkelijke novelle, maar moet natuurlijk op filmische wijze omgaan met het gegeven. Een film is nu eenmaal geen boek! Zo wordt op een voor die tijd al bijzonder knappe manier omgegaan met moeilijk te filmen scènes als het maken van de schrijffout of de aanleiding tot zijn deportatie naar Siberië.
Zoals de Engelse ondertiteling aangeeft, begint de film met de vraag:
How many K's are there in the Russian for Lieutenants?
Uit het verloop van het verhaal blijkt namelijk al spoedig, dat de K een belangrijke rol speelt bij de schrijffout.
De componist Sergej Prokofjev kreeg de opdracht de muziek bij deze film te schrijven. Voor de concertzaal stelde Prokofjev later uit die muziek de suite Poroetsjik Kizje samen, waarin in vijf delen het leven van luitenant Kizje wordt geschetst.
De film werd na uitkomen vrijwel meteen verboden door het toenmalige sovjetregime.

## Verhaal
In het begin van de novelle voegt een militaire schrijver in de haast iets toe aan een lijst voor de aan te stellen paleiswacht, waardoor de naam: Kizje ontstaat. In plaats van: De tweede luitenants (Лодлоручики же), Steven, Rybin en Azantsjev worden aangesteld, had de militaire schrijver geschreven: Tweede luitenant (Лодлоручик Киже), Steven, Rybin en Azantsjev worden aangesteld. Toen hij namelijk bijna het woord Лодлоручик had voltooid, was er een officier binnengestapt. Hij ging voor hem in de houding staan, en stopte bij de к. Hij nam daarna weer achter zijn schrijftafel plaats en ging gehaast verder met zijn werk. Hij begon met het stuk ки, wat nog bij Лодлоручики hoorde, maar voegde dat in zijn verwarring samen met же waardoor er Киже (Kizje) kwam te staan en er een nieuwe naam en dus een nieuw persoon op de lijst voor de paleiswacht werd opgevoerd. Aangezien dit document vervolgens door tsaar Paul I, zoon en opvolger van zijn beroemde moeder Catharina de Grote werd gecorrigeerd en ondertekend, was het hierdoor verder onmogelijk in het bureaucratische Rusland van die tijd de verschrijving ongedaan te maken.
Zo begon dus het leven van Лодлоручик Киже (Poroetsjik Kizje = tweede luitenant Kizje).
Al snel na zijn ontstaan, wordt een nogal pijnlijk voorval, - het ongeoorloofd alarmeren van de wacht - waar de legerleiding geen raad mee weet, in de schoenen van luitenant Kizje geschoven, waarna een verbanning naar Siberië volgt.
‘Zijn twee begeleiders komen al snel in verwarring. Ze horen geen geluid van ketenen en ze hoeven niemand aan te sporen met hun geweerkolven. Al snel bedenken ze, dat het niet hun zaak is maar een zaak van de overheid en ze uiteindelijk een document bij zich hebben’. De gevangene komt echter nooit aan. Halverwege de reis bereikt hun namelijk de opdracht: ‘Tweede Luitenant Kizje, die naar Siberië is gezonden, terughalen en met de hofdame juffrouw Nelidova laten trouwen’. Tijdens de huwelijksvoltrekking in de kerk verbaast niemand zich erover dat de luitenant er niet bij is. Integendeel: de geheimzinnigheid van een huwelijksritueel zonder bruidegom beviel de mensen wel. Kort daarna wordt luitenant Kizje tot kapitein bevorderd en vervolgens tot kolonel. Als ten slotte na een lange militaire loopbaan de post van generaal voor hem vrijkomt, moet Kizje - zoals gebruikelijk is - voor de tsaar verschijnen, wat dus onmogelijk is. Men bedenkt een plotseling optredende, gevaarlijke ziekte met dodelijke afloop voor de toekomstige generaal, waardoor alles netjes wordt opgelost en niemand in de problemen raakt.
‘Kizje verdween hierdoor van de aardbodem zonder een spoor na te laten, alsof hij nooit had bestaan!’

## Rolverdeling
| Acteur                | Personage                   |
| --------------------- | --------------------------- |
| Mikhail Yanshin       | Paul I van Rusland          |
| Boris Gorin-Goryainov | Peter Ludwig von der Pahlen |
| Nina Shaternikova     | Prinses Gagarina            |
| Sofiya Magarill       | Princes Gagarina's kompaan  |
| Erast Garin           | Adjudant Koblukov           |
| Mikhail Rostovtsev    | commandant                  |
| Leonid Kmit           | schrijver                   |
| Andrei Kostrichkin    | Luitenant Sinyukhaev        |
| Lieutenant Kijé       | zichzelf                    |